# Eumetula strebeli
Eumetula strebeli là một loài ốc biển, động vật chân bụng trong họ Cerithiopsidae, được tìm thấy ở các vùng nước thuộc châu Âu. Nó được Thiele mô tả năm 1912.
Phần tên cụ thể của danh pháp strebeli vinh danh nhà nghiên cứu động vật thân mềm Hermann Strebel.

## mô tả
Chiều dài tối đa của vỏ ốc được ghi nhận là 6 mm.

## Môi trường sống
Độ sâu tối thiểu được ghi nhận là 481 m. Độ sâu tối đa được ghi nhận là 481 m.